# 聖座外交
圣座作為主權實體，國際法普遍承認其派遣使節與接受使節駐結的權利。要注意的是雖然教宗是梵蒂岡城國的國家元首，但是圣座和各國建立外交關係時（如交換使節），並非以梵蒂岡城國的政權身分，而是以圣座這個主權實體的身分，事實上在教宗國滅亡（1870年）到聖座與意大利王國政府簽定《拉特朗條約》成立梵蒂岡城國（1929年）的五十九年梵蒂岡之囚時期，聖座依然和許多國家通使邦交。
圣座的外交工作由聖座國務院負責。

## 簡史
自中世紀開始羅馬主教領地就被視為一个主權實體。453年就有派遣教宗代表（Apocrisiarius）由理主教（Julianus, bishop of Cos）前往君士坦丁堡面見皇帝的例子，然而這些派遣並非長駐大使（p. 64）。11世紀時，圣座開始頻繁的派遣短期或長駐性的代表於各國。（p. 65）在15世紀，教宗所派遣的常駐大使得到歐洲各國的承認。第一個長駐的教宗使團在1500年時成立於威尼斯。（p. 68）但在17世紀下半叶，受《西發里亞和約》影響，圣座的外交開始被保皇黨和法蘭西主義打擊。在拿破崙時代，正常運作的教廷大使甚至一度僅存二個。然而在同一時間普魯士成為第一個遣使往圣座的新教國家。在1815年維也納會議後，圣座外交的低迷情形一度恢復，在會議中訂立了教廷大使所享有的特權——擔任出使國之使節團首席。
雖然在1870年後，教宗國已經因為義大利王國併吞了其領土而亡國，然而直到在1929年聖座與義大利政府簽訂《拉特朗條約》，梵蒂岡城國建立前，圣座作為一個國際法人卻依然和各國保持通使關係，包括奧匈帝國等國家，這些期間和聖座有邦交的國家總數幾乎增加了一倍（從16國增加到27國）。

## 雙邊關係

圣座外交分布圖
邦交國
其他關連
无正式往来

聖座作為一個非主權實體的狀態和充分的國際法主體，是在15世紀開始建立正式的國與國外交關係，這時聖座是以管理教宗國的有領土的主權國家。然而在1870年至1929年，從義大利王國吞併教宗國領土到簽訂拉特朗條約梵蒂岡城國建立的期間，聖座處於毫無領土的狀態，在此期間一些國家停止了外交關係，但也有國家保留和圣座的邦交，也有增加新的邦交國。外交關係沒有因為教宗國亡國而消失。
聖座目前有外交關係的國家共有184個主權國家，包括巴勒斯坦國及中華民國（聖座承認其代表中國）、主權實體馬爾他騎士團和跨國組織歐盟。
大部份國家駐梵蒂岡的代表機構都座落在義大利羅馬市轄區裡，也包括義大利使館，這形成了義大利駐外使館設在自己(義大利)國內的案例。
聖座也與巴勒斯坦解放組織建立了非邦交的特殊往來，及後亦承認巴勒斯坦國。
與越南政府通過協議後，聖座也派任了非常駐的宗座代表。
聖座在马来西亚吉隆坡设有大使馆，而马来西亚则在聖座设立无常驻大使馆，而大使由駐瑞士伯尔尼大使館大使兼任。2002年，马来西亚首相马哈迪·莫哈末访问了聖座并会见若望·保禄二世。
聖座也和阿富汗、汶萊、索馬利亞、阿曼和沙特阿拉伯等國保持了非外交的官方往來。
聖座另外藉由不具外交官員身分及權限的宗座代表和地方天主教會團體維持關係。主要是在：汶萊、科摩羅、老撾、毛里塔尼亞、緬甸、索馬利亞、越南、耶路撒冷和巴勒斯坦領土、太平洋地區（紐埃、圖瓦盧）、阿拉伯半島（阿曼、沙特阿拉伯外籍人士社群）、荷屬安的列斯群島、科索沃和西撒哈拉宗座監牧區。
目前聖座和以下國家無正式往來：不丹（外交國策被印度控制）、馬爾地夫（政府限制宗教自由）、中華人民共和國（政府与聖座关于主教任命方案存在争议，而且圣座承认中國為中华民国）、朝鮮民主主义人民共和国（政府管制宗教），和一些未被普遍承認的國家。但是聖座表示渴望修复同中華人民共和國的关系。2012年11月中共十八大召開，習近平當選中國共產黨中央委員會總書記，翌年3月，教宗方濟各就职，兩人曾互通信件。2014年3月，教宗方濟各主动向媒体谈及此事。
聖座共有184個外交使團，其中73個是非常駐當地的，因此共有111個具體的駐外使團，其中一些不僅駐於一地，同時也駐於其他國家或國際組織。

### 引用
1. 1 2 3 4 5  教廷與中國使節史，羅光著
2. ↑  . CCEL.   [2011-09-01]. （原始内容存档于2020-12-05） （英语）.
3. 1 2 3  Cardinale 1976.
4. ↑  . 2006-02-16  [2015-09-26]. （原始内容存档于2007-09-27） （意大利语）.
5. ↑  .   [2015-09-26]. （原始内容存档于2018-09-26） （英语）.
6. ↑  .   [2015-09-26]. （原始内容存档于2015-02-20） （英语）.
7. ↑  . Kyodo News. 2002-05-24.
8. ↑  .   [2015-09-26]. （原始内容存档于2011-08-12） （英语）.
9. ↑  . 2014-08-14  [2015-09-26]. （原始内容存档于2021-01-17）.